# Deutsche Christen
Deutsche Christen (Tyske Kristne) var en protestantisk kirkebevægelse som udvikledes under Weimarrepublikken og krævede en "germanisering" af kristendommen. Den nedvurderede Det Gamle Testamente og tillod ingen "ikke-arier" som medlemmer.
Til bevægelsens teologi hørte omtolkningen af Jesus som en arier; man underkendte Paulus' autoritet og anerkendte nazismens euthanasiprogram.
1933 antog man den såkaldte arierparagraf som ikke tillod andre end "ariere" at virke i kirken. Mod den traditionelle opfattelse om kristen forsoning stillede man de nazistiske idéer om kampens nødvendighed. Videre betragtede Deutsche Christen de kristne trosbekendelser som forældede. De tilsluttede sig den såkaldte positive kristendom, i tilslutning til det nationalsocialistiske partiprograms punkt 24.
I 1933 støttede tilhængerne nazisternes magtovertagelse, hvilket indebar en massetilslutning til bevægelsen. Af Deutsche Christen opstod Den tyske rigskirke, som sorterede direkte under naziregimet og som havde egen "rigsbiskop", Ludwig Müller (1883-1945).
I opposition mod Deutsche Christen dannedes Bekendelseskirken.
Efter at den første leder, Joachim Hossenfelder, på et møde november 1933 i Berliner Sportpalast havde gjort udfald mod Det Gamle Testamente og mod "rabbineren Paulus og hans syndebukkemoral", begyndte troen på at Deutsche Christen kunne være en rigssamlende faktor at svinde hen; de mistede deres støtter i partiet, som vendte tilbage til sit oprindelige kirkefjendskab.